# За прекрасных дам!
«За прекрасных дам!» — советская сатирическая кинокомедия 1989 года. Первый советский коммерческий фильм.
Производитель — киносъёмочный кооператив «Фора».

## Сюжет
Пять молодых и симпатичных женщин собрались на девичник — себя показать и на давних подружек посмотреть. За годы разлуки в жизни каждой из них произошло немало перемен, что становится центральной темой разговоров. Каждая из женщин пытается выделиться перед подругами своими достижениями. Однако, как выясняется чуть позднее, одна из подружек позавидовала тому, что у хозяйки есть удивительной красоты серьги. Упросить продать не удалось, и тогда она решила «навести» на эту квартиру двух грабителей. Один из них — её пронырливый знакомый, а другой — настоящий уголовник, не подозревающий, что всё это лишь игра.

## В ролях
- Александр Панкратов-Чёрный — Виктор
- Александр Абдулов — Гена
- Елена Цыплакова — Вера
- Ирина Шмелёва — Люба
- Ирина Розанова — Надя
- Маргарита Сергеечева — Таня
- Елена Аржаник — Ира
- Сергей Степанченко — Игорь, жених Тани, студент-заочник

## Производство
Фильм был снят на студии «Фора-Фильм» Андрея Разумовского. Главной целью съёмки этого фильма сам Разумовский называл финансирование другого проекта киностудии — документального фильма «Александр Галич. Изгнание», вышедшего в том же 1989 году.

## Съёмочная группа
- Автор сценария: Анатолий Эйрамджан
- Режиссёр: Анатолий Эйрамджан
- Оператор: Владимир Папян
- Художник: Павел Каплевич